# Epicauta magnomaculata
Epicauta magnomaculata är en skalbaggsart som beskrevs av Martin 1932. Epicauta magnomaculata ingår i släktet Epicauta och familjen oljebaggar. Inga underarter finns listade i Catalogue of Life.